# Herophydrus janssensi
Herophydrus janssensi är en skalbaggsart som beskrevs av Guignot 1952. Herophydrus janssensi ingår i släktet Herophydrus och familjen dykare. Inga underarter finns listade i Catalogue of Life.